# Armée des Moudjahidines (Syrie)
L'Armée des Moudjahidines (en arabe جيش المجاهدين, Jaysh al-Mujahedeen) était une alliance rebelle lors de la guerre civile syrienne. Elle est fondée le 3 janvier 2014 et rallie Ahrar al-Cham le 25 janvier 2017.

## Histoire

### Fondation
Cette alliance est formée le 3 janvier 2014 dans le gouvernorat d'Alep afin de lutter contre l'État islamique,,.
L'Armée des Moudjahidines est formée par les groupes armés suivants, :
- Le Harakat Nour al-Din al-Zenki, probablement la faction la plus importante, également membre du Front de l'authenticité et du développement. Il se retire cependant de l'Armée des Moudjahidines le 4 mai 2014[4] ;
- Fastaqim Kama Umirt ; il se retire cependant de l'Armée des Moudjahidines en décembre 2014[5] ;
- La 19e division (en) de l'Armée syrienne libre, qui regroupe également : la Brigade Ansar (en), la Brigade de la liberté islamique, la Brigade Amjad al-Islam, le Liwa Ansar al-Khalifah, le Liwa Jound al-Haramaïn et le Mouvement de la lumière islamique.

### Affiliation
L'Armée des Moudjahidines fait partie des groupes rebelles qui forment la chambre d'opérations Fatah Halab le 26 avril 2015,.

### Dissolution
En janvier 2017, dans le gouvernorat d'Idleb et l'ouest du gouvernorat d'Alep, de violents combats éclatent entre d'un côté le Front Fatah al-Cham et de l'autre Ahrar al-Cham, Suqour al-Cham et des groupes de l'Armée syrienne libre. Le 25 janvier 2017, l'Armée des Moudjahidines et plusieurs autres groupes rebelles — Fastaqim Kama Umirt, Suqour al-Cham, Kataeb Thuwar al-Cham, ainsi que les unités de Jaysh al-Islam et du Front du Levant présentes dans la région d'Idleb — annoncent leur fusion au sein d'Ahrar al-Cham, espérant ainsi par ce ralliement obtenir l'aide et la protection de ce groupe contre le Front Fatah al-Cham,,,,,,.

## Organisation

### Commandement

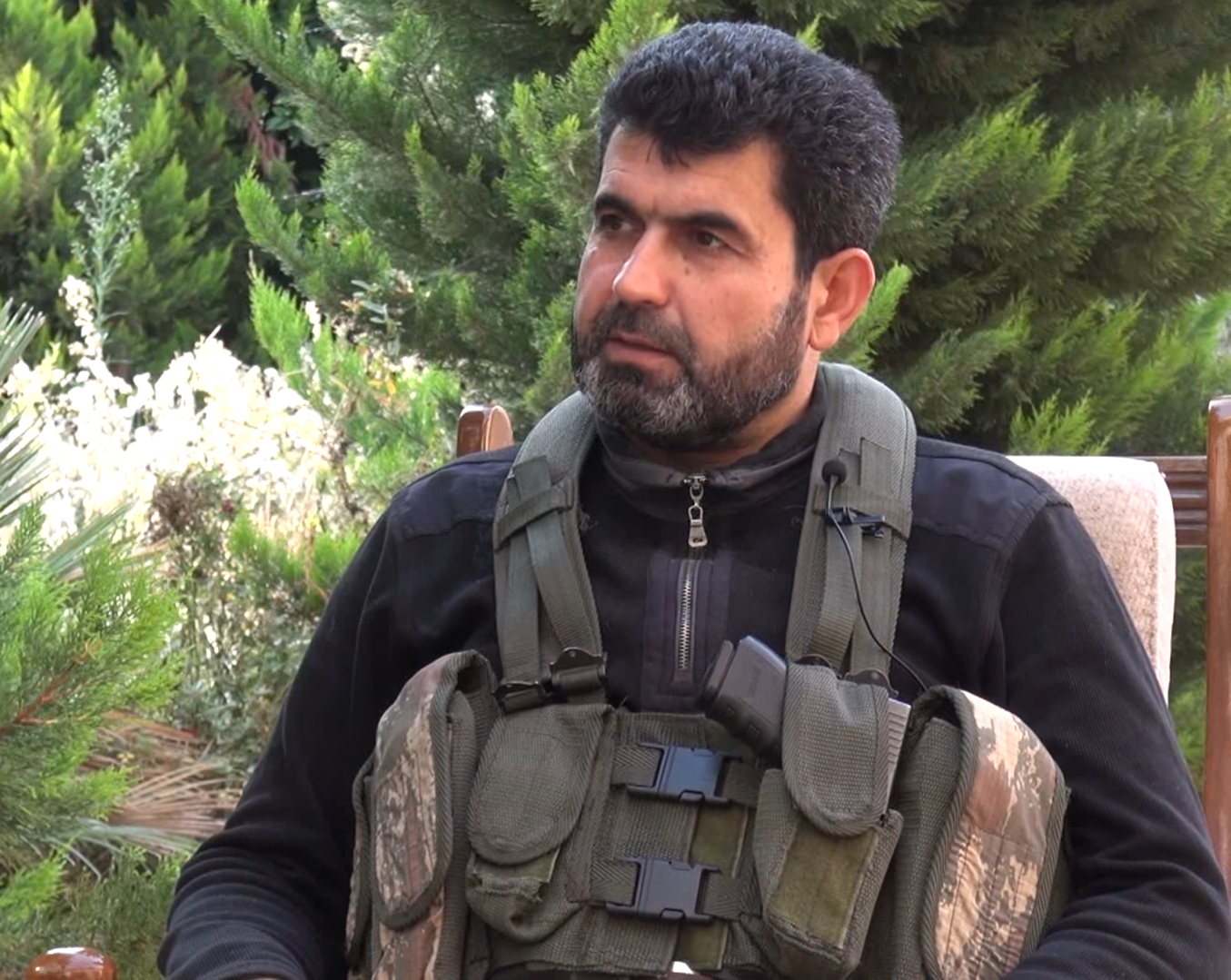
Le lieutenant-colonel Mohammed Bakkour, commandant en chef de l'Armée des Moudjahidines.

Fin 2014, l'Armée des Moudjahidines est commandée par Mohammed Bakkour, dit aussi « Abou Bakr », ancien lieutenant-colonel de l'armée loyaliste, chef de la Brigade Ansar de la 19e division (en),. 

### Effectifs
L'Armée des Moudjahidines compte 5 000 combattants en juin 2014 selon Mohammed Bakkour,,. En août 2014, Charles Lister, chercheur américain au Brookings Doha Center, déclare que le groupe n'est plus que « l'ombre de lui-même », affaibli par une diminution des soutiens étrangers. 

### Armement
À partir de novembre 2014, l'Armée des Moudjahidines bénéficie de livraisons de missiles antichar BGM-71 TOW américains.

### Zones d'opérations
L'Armée des Moudjahidines est active dans les gouvernorat d'Alep, d'Idleb et Lattaquié.